# اس‌تی‌اس-۶۱-ای
اس‌تی‌اس-۶۱-ای (انگلیسی: STS-61-A) یکی از ماموریت‌های برنامه شاتل‌های فضایی بود که در تاریخ ۳۰ اکتبر ۱۹۸۵ از پایگاه فضایی کندی به مقصد فضا پرتاب شد و جهت انجام برخی آزمایش‌های فضایی، آزمایشگاه فضایی را با خود حمل می‌کرد. این مأموریت یک هفته‌ای توسط شاتل چلنجر انجام گرفت و با حمل ۸ نفر خدمه بالاترین رکورد در حمل خدمه به فضا را دارد.